# Lucía Gil

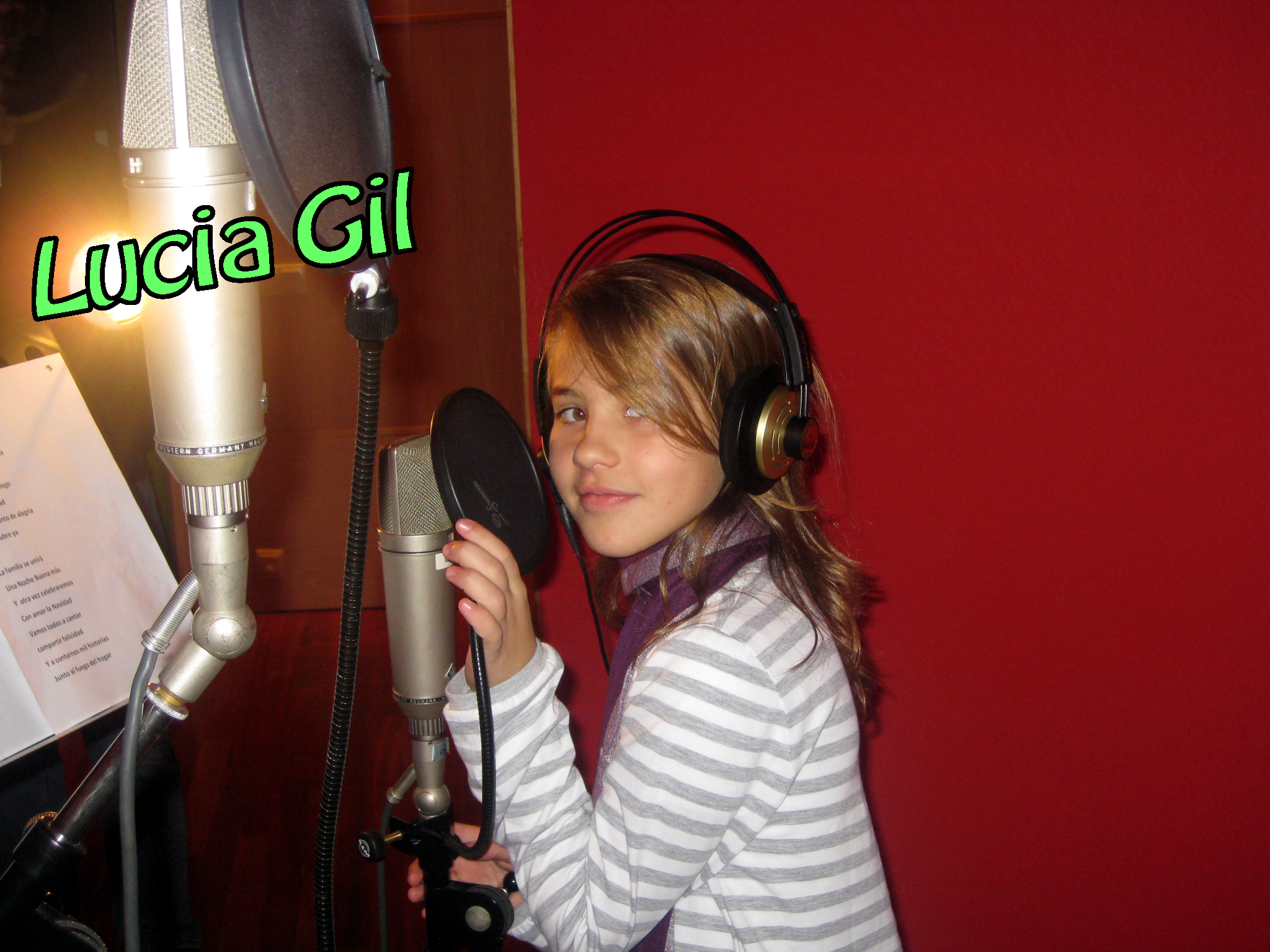
Lucía Gil, 2009

Lucía Gil (* 29. Mai 1998) ist eine spanische Sängerin und Schauspielerin. Bekannt wurde sie durch Auftritte der Disney-Channel-Serien My Camp Rock sowie La Gira, im deutschsprachigen Raum aber vor allem durch die Auftritte in der Disney-Channel-Serie Violetta.

## Karriere
Im Alter von sieben Jahren sang sie den Song Veo Veo. Das Singen setzte sie in den folgenden Jahren fort.
2009 war sie im spanischen Disney Channel zu sehen, als sie Demi Lovatos Song This Is Me für die Sendung My Camp Rock coverte.
2010 wurde sie als Moderatorin für My Camp Rock 2 eingesetzt, wo sie unter anderem die Gewinnerin nennen durfte.
Von 2011 bis 2013 war Gil als Laura, die Frontsängerin der Band Pop4U in der Disney-Channel-Serie La Gira zu sehen. Mit Pop4U trat Gil erstmals am 16. und 17. Dezember 2011 auf einem Konzert auf. Am 13. März 2012 erschien das erste Album.
In den Jahren 2012, 2013 und 2014 wirkte Gil als Lena, der Schwester von Natalia und Schülerin des Studios 21 bzw. Studios On Beat, in der lateinamerikanischen Telenovela Violetta mit. Zu sehen ist sie in einzelnen Episoden der ersten, zweiten und dritten Staffel.

## Filmografie
- 2010–2011: Gran Reserva (Claudia)
- 2011–2013: La Gira (Laura)
- 2012–2014: Violetta (Lena)
- 2014: #XQEsperar? (Lucía)

## Moderationen
- 2010: My Camp Rock 2
- 2011: Pizzicato
- 2013: La Gira: luces, cámara, acción
- 2013: Esperando a Violetta

## Weiteres
- 2009: My Camp Rock (Teilnehmerin)
- 2014–heute: The Avatars (Musical; Carmen)

## Diskografie

### Soloalben
- 2013: Más allá del país de las princesas (Lugilator Records / Boa Music)

### Mit Pop4U
- 2012: La gira (Walt Disney Records / EMI Music Spain S.A.; Album der Disney-Channel-Serie La Gira)

### Singles
| Singles | Singles                         | Singles                                                        | Singles |
| Jahr    | Song                            | Anmerkungen                                                    |         |
| ------- | ------------------------------- | -------------------------------------------------------------- | ------- |
| 2009    | Blanca Navidad                  | Mit Ismael García                                              |         |
| 2010    | Tú eres mi canción              | Spanische Version von You’re My Favorite Song                  |         |
| 2011    | A Girar                         | Mit Pop4U                                                      |         |
| 2011    | Esta vida es una carrera        | Mit Pop4U                                                      |         |
| 2011    | Make a Wave                     | Mit Daniel Sánchez García                                      |         |
| 2011    | Inténtalo                       | Spanische Version von «Determinate» (mit Pop4U)                |         |
| 2011    | Feliz Navidad te deseo cantando |                                                                |         |
| 2011    | La Lluvia                       | Version von María Villalón                                     |         |
| 2012    | Somos un equipo                 | Spanische Version von Without You (mit Pop4U und Breaking Ice) |         |
| 2012    | Eléctrica                       | Mit Pop4U                                                      |         |
| 2012    | Voy a subir                     | Mit Pop4U                                                      |         |
| 2013    | Perdí la apuesta                | Erste Soloaufnahmen                                            |         |
| 2013    | Tu vas a ser para mí            | Erste Soloaufnahmen                                            |         |
| 2013    | Mi calle sin ti                 | Erste Soloaufnahmen                                            |         |
| 2013    | Ya se te olvidó                 | Erste Soloaufnahmen                                            |         |
| 2013    | Hoy vuelvo a empezar            | Erste Soloaufnahmen                                            |         |

## Auszeichnungen und Nominierungen
| Jahr | Preis                                | Kategorie           | Resultat  |
| ---- | ------------------------------------ | ------------------- | --------- |
| 2014 | Premios TeenWeekly 2014              | Beste Sängerin      | Nominiert |
| 2014 | Neox Fan Awards                      | Das schönste Selfie | Finalist  |
| 2016 | Nickelodeon Kids’ Choice Awards 2016 | Lieblingsmusiker    | Gewonnen  |